# Djuna Barnes

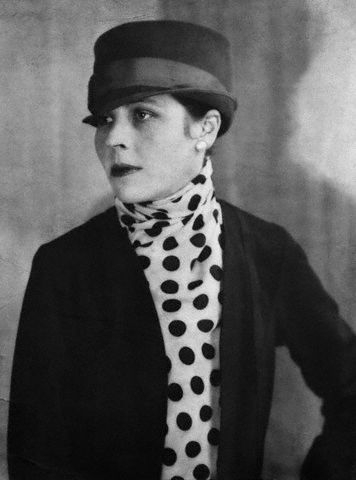
Djuna Barnes

Djuna Barnes (* 12. Juni 1892 in Storm King Mountain (Cornwall on Hudson), New York; † 18. Juni 1982 in New York City) war eine US-amerikanische Schriftstellerin und Illustratorin. Sie zählt zu den wichtigen Autorinnen der literarischen Moderne.

## Leben
Barnes Kindheit war geprägt durch das Leben auf einer Farm einer ländlichen Gegend im Staat New York und den später in ihren literarischen Werken verarbeiteten sexuellen Missbrauch durch ihren Vater und ihre Großmutter. Beide waren extreme Freidenker, die auch einen Schulbesuch für das Kind ablehnten. Sie wurde von ihrem Vater unterrichtet. Auch die Großmutter war eine zwiespältige Figur für sie: Trotz des als traumatisch empfundenen Missbrauchs war sie von ihrer starken Persönlichkeit fasziniert und sah sie in bestimmten Aspekten als Vorbild.
19-jährig zog Barnes in die Bronx, um zu malen, arbeitete jedoch nebenher als freie Journalistin. Ab 1912 veröffentlichte sie regelmäßig in New Yorker Tageszeitungen. Bald zog sie in das Künstlerviertel Greenwich Village, wo sie den Theaterkritiker Courtenay Lemon kennenlernte, mit dem sie eine nur drei Jahre dauernde Ehe einging. In dieser Zeit veröffentlichte sie ihren ersten Gedichtband und einige Theaterstücke, in denen sie auch selbst spielte.
1919 zog sie nach Paris und fand dort bald Eingang in den intellektuell-lesbischen Kreis um Natalie Clifford Barney. Von 1923 an lebte sie mit Thelma Wood zusammen, hatte jedoch neben dieser Beziehung weitere Liebesaffären mit Männern und Frauen. Die Tatsache, dass auch Wood konstant Affären hatte, verletzte sie jedoch sehr. Sie trank zu viel. 1928 erschien ihr Roman Ryder und der Ladies Almanack, in dem sie sich über Barney und deren Freundinnen lustig macht. Nach der Trennung von Wood 1931 lebte Barnes bei Peggy Guggenheim und arbeitete an ihrem wichtigsten Roman Nightwood.
Von 1939 an lebte Barnes erneut in New York, veröffentlichte jedoch nur noch wenige Texte. Die Sozialhilfe und Zuwendungen der Sammlerin und Mäzenin Peggy Guggenheim hielten sie über Wasser. Sie hatte wenige Sozialkontakte und lebte allein. Im Jahr 1943 fand in Guggenheims Galerie Art of This Century eine Ausstellung ihrer Gemälde und Zeichnungen statt. Es war die einzige Anerkennung, die sie zu Lebzeiten als bildende Künstlerin in der Öffentlichkeit fand. 1959 erschien ihr letztes Werk The Antiphon. 2022 werden ihre Werke auf der 59. Biennale di Venezia gezeigt.
1959 wurde sie zum Mitglied der American Academy of Arts and Letters gewählt.

## Werk
Ihre Werke zeichnen sich durch einen ironischen, manchmal grotesken Stil aus. Barnes setzte sich in ihren Schriften mit dem Leben als Frau auseinander, bezeichnete sich jedoch nicht selbst als Feministin. Ihre Figuren sind banale Alltagsmenschen –, überspitzt dargestellt. Bereits zu ihrer Zeit galten ihre Werke als zu speziell, um als Bestseller tauglich zu sein.
2020 würdigte die Art Gallery der University of Maryland die illustratorischen Arbeiten von Djuna Barnes mit der Ausstellung "Across the Pane: The Art of Djuna Barnes". Gezeigt wurden die Werke von Barnes zusammen mit denen von Elsa von Freytag-Loringhoven und Lena Braun. Die Berliner Künstlerin, geb. 1961, publizierte drei Romane als Hommage an Djuna Barnes.

### Ladies Almanack

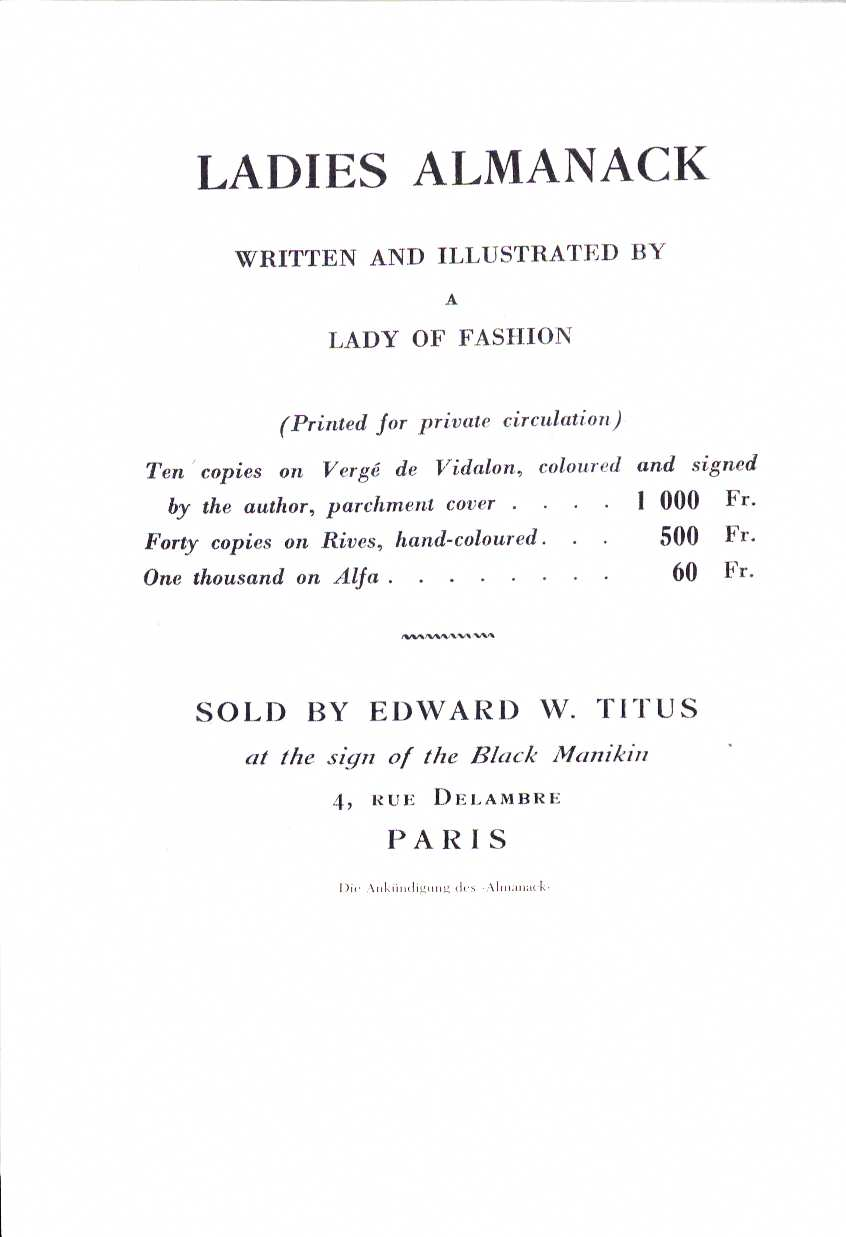
Werbung für Ladies Almanack (1928)

Der 1928 anonym veröffentlichte Roman Ladies Almanack ist eine erotische Persiflage auf die lesbischen Zirkel der 1920er Jahre in Paris. Das Buch lehnt stilistisch an das 17. und 18. Jh., aber auch an die Wortspielereien von Joyce an, den Barnes sehr bewunderte. Die Hauptperson, Dame Evangeline Musset, erinnert stark an Natalie Barney und ihren „literarischen Salon“. Das Buch wurde von den US-amerikanischen Verlegern abgelehnt und deshalb in Paris gedruckt. Wegen der homoerotischen Sequenzen durfte es nicht in die USA importiert werden.

### Ryder
Barnes erster Roman Ryder erschien ebenfalls 1928. Sie beschreibt darin eine Familie, die ihrer eigenen sehr ähnlich ist, und die neurotischen Beziehungen innerhalb dieser Familie. Sprachlich erinnert der Roman an die englische Literatur der frühen Neuzeit.

### Nightwood
Der zweite Roman Nightwood gilt als ihr wichtigstes Buch. Anhand der chaotischen Beziehungen fünf homo- und heterosexueller Charaktere verarbeitet sie darin ihre zerbrochene Beziehung zu Thelma Wood. Nightwood spielt im Paris der Zwischenkriegszeit.

### The Antiphon
The Antiphon ist Barnes letztes großes Bühnenstück und die einzige ihrer Schriften, die nach Nightwood noch erwähnenswert ist. Hier geht es um eine Inzestbeziehung, im Gegensatz zu Ryder steht hier jedoch nicht die Vater-Tochter-Beziehung im Zentrum, sondern die Beziehung zur Mutter.

## Bücher

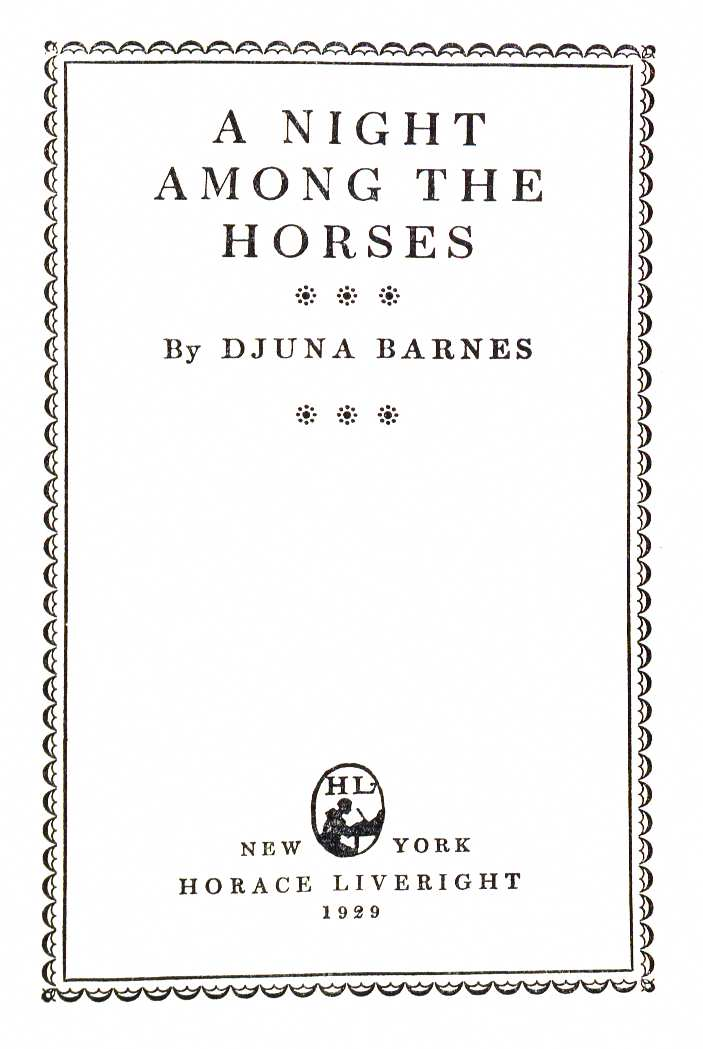
A Night Among the Horses (1929)

- The Book of Repulsive Women: 8 Rhythms and 5 Drawings, Gedichte 1915
- Three from the Earth, Schauspiel 1919
- Kurzy from the Sea, Schauspiel 1920
- An Irish Triangle, Schauspiel 1921 (dt. Ein irisches Dreieck, 1991)
- She Tells Her Daughter, Schauspiel 1923
- A Book, 1923
- Ladies Almanack showing their Signs and their Tides; their Moons and their Changes; the Seasons as it is with them; their Eclipses and Equinoxes; as well as a full Record of diurnal and nocturnal Distempers, written & illustrated by a lady of fashion. 1928
  - Ladies Almanach. Übersetzung Karin Kersten. Nachwort Brigitte Siebrasse. Berlin: Wagenbach, 1986
- Ryder, Roman 1928 (dt. Ryder, 1986)
- A Night Among the Horses, Erzählungen 1929 (dt. Eine Nacht mit den Pferden, 1961)
- Nightwood, Roman 1936.
  - Nachtgewächs. Übersetzung Wolfgang Hildesheimer, Pfullingen: Neske 1959
- The Antiphon, Schauspiel 1958 (dt. Antiphon, 1972)
- Spillway, 1962
- Selected Works, 1962
- Vagaries Malicieux, 1974
- Creatures in an Alphabet, Kinderbuch 1982
- Smoke and Other Early Stories, 1982
- Die Nacht in den Wäldern. Short Stories. dt. 1984
- Leidenschaft. Neun Erzählungen. dt. 1985
- Portraits. dt. 1985
- New York. Geschichten und Reportagen aus einer Metropole. dt. 1987
- Paris, Joyce, Paris. dt. 1988
- Vor die Hunde gehn. Die Taube. Ein irisches Dreieck. Drei Stücke. dt. 1991
- Der perfekte Mord. dt. 1993
- Verführer an allen Ecken und Enden. dt. 1994
- Amore! oder der Liebe Lauf. dt. 1996
- Solange es Frauen gibt, wie sollte da etwas vor die Hunde gehen? dt. 1997